# 相生郵便局
相生郵便局（あいおいゆうびんきょく）
- 兵庫県相生市にある郵便局。本記事にて記述する。
- 岐阜県郡上市にある郵便局。局番号は24176。
- 徳島県那賀郡那賀町にある郵便局。局番号は62119。
- 香川県東かがわ市にある郵便局。局番号は63148。

相生郵便局（あいおいゆうびんきょく）は兵庫県相生市にある郵便局。民営化前の分類では集配普通郵便局であった。

## 概要
住所：〒678-8799 兵庫県相生市垣内町2-4

## 沿革
- 1872年1月14日（明治4年12月5日） - 片島（かたしま）郵便取扱所として開設[1]。
- 1875年（明治8年）1月1日 - 片島郵便局（五等）となる。
- 1885年（明治18年）10月1日 - 貯金取扱を開始。
- 1891年（明治24年）4月1日 - 那波（なば）郵便局に改称。
- 1893年（明治26年）4月1日 - 為替取扱を開始。
- 1897年（明治30年）5月1日 - 那波郵便電信局となる。
- 1903年（明治36年）4月1日 - 通信官署官制の施行に伴い那波郵便局となる。
- 1951年（昭和26年）4月1日 - 相生郵便局[2]に改称[3]。
- 1956年（昭和31年）10月5日 - 電話通話および和文電報受付事務の取扱を開始。
- 1961年（昭和36年）8月 - 局舎新築落成。
- 1982年（昭和57年）2月15日 - 相生市本郷町から、同市垣内町に局舎を新築、移転。
- 1991年（平成3年）10月14日 - 若狭野郵便局から集配業務を移管。
- 1999年（平成11年） - 外国通貨の両替および旅行小切手の売買に関する業務取扱を開始。
- 2005年（平成17年）2月14日 - 相生市垣内町1-8から同2-4に移転[4]。
- 2007年（平成19年）2月13日 - 坂越郵便局（〒678-0199→〒678-0172）、有年郵便局（〒678-1199→〒678-1184）から集配業務を移管。
- 2007年（平成19年）10月1日 - 民営化に伴い、併設された郵便事業相生支店に一部業務を移管。
- 2010年（平成22年）5月6日 - 相生市内の一部地域（〒678-0141の地域）、赤穂市内の一部地域（〒678-01xx、〒678-11xxの地域）の集配業務を郵便事業赤穂支店に移管。
- 2012年（平成24年）10月1日 - 日本郵便株式会社発足に伴い、郵便事業相生支店を相生郵便局に統合。

## 取扱内容
- 郵便、印紙、ゆうパック、内容証明
- 貯金、為替、振替、振込、国際送金、国債、投資信託
- 生命保険、バイク自賠責保険、自動車保険、がん保険
- 地方公共団体事務（兵庫県住宅再建共済基金利用申込取次事務）
- ゆうちょ銀行ATM
- 相生市内全域（〒678-0141の地域を除く）の集配業務
- ゆうゆう窓口

## 風景印
- 図柄は椿の花の外枠に（変形印）、ペーロン祭風景と船舶、羅漢の里コテージ。局名表記は「相生」
- 使用開始日は1994年（平成6年）6月20日

## 周辺
- 相生警察署
- 相生市立中央小学校
- 国道2号

## アクセス
- JR相生駅から徒歩約13分
- ウエスト神姫 旭橋停留所下車
- 山陽自動車道 龍野西ICから南西へ約4km
- 駐車場あり：12台